# محمد بن علي العبار
محمد علي العبار (من مواليد 8 نوفمبر 1956) هو رجل أعمال إماراتي بارز، اشتهر بدوره كمؤسس لشركة إعمار العقارية التي اكتسبت شهرة عالمية باعتبارها المطور لمعالم شهيرة في دبي كبرج خليفة ودبي مول. يشغل العبار منصب مؤسس ورئيس مجلس إدارة شركة إيجل هيلز، وهي شركة رائدة في مجال الاستثمار والتطوير العقاري في أبو ظبي. وهو أيضاً صاحب فكرة بناء برج خور دبي الذي كان من المخطط أن يكون أطول برج في العالم.
العبار أيضًا هو مؤسس موقع نون، وهي شركة للتجارة الإلكترونية، كما يشغل منصب رئيس مجلس إدارة مجموعة أمريكانا.

## حياته

### طفولته وتعليمه
ولد محمد العبار في 8 نوفمبر 1956 في دبي، الإمارات العربية المتحدة، وهو الابن الأكبر بين 12 طفلاً. كان والده قبطانًا لسفينة تجارية تقليدية تُعرف باسم الداو وقام بتربية أطفاله في منطقة الراشدية في دبي. في السبعينيات، حصل العبار على منحة حكومية لدراسة التمويل وإدارة الأعمال من كلية ألبرز للأعمال والاقتصاد في جامعة سياتل. تخرج العبار من جامعة سياتل عام 1981 بدرجة البكالوريوس في إدارة الأعمال. كما حصل أيضًا على درجة الدكتوراه الفخرية في العلوم الإنسانية من جامعته الأم في عام 2007 وعمل في مجلس أمنائها حتى عام 2016.

### مسيرته المهنية
بعد تخرجه من الجامعة، بدأ مسيرته المهنية في البنك المركزي لدولة الإمارات العربية المتحدة كمدير مصرفي. في عام 1992، عاد إلى دبي وبدأ العمل في الحكومة كمدير عام مؤسس لدائرة التنمية الاقتصادية. قادته مسيرته المهنية إلى إقامة علاقة وثيقة مع الشيخ محمد بن راشد آل مكتوم حاكم دبي، حيث أصبح فيما بعد أحد كبار المستشارين الاقتصاديين للشيخ محمد. عمل العبار مع الشيخ محمد بن راشد آل مكتوم لتحسين تطوير ونمو صناعة السياحة في دبي والسمعة العالمية.
منذ عام 1997، قاد شركات عقارية مثل شركة إعمار العقارية المعروفة بإنشاء أطول مبنى في العالم، وشركة إيجل هيلز المتخصصة في الأسواق الناشئة. كما أشرف على توسع شركة إعمار العقارية في مختلف القطاعات بما في ذلك العقارات السكنية والتجزئة والضيافة. أسس العبار شركة RSH، وهي شركة مقرها سنغافورة متخصصة في تسويق وتوزيع وبيع ماركات الأزياء العالمية بالتجزئة، حيث لا يزال مساهمًا كبيرًا فيها. ومن خلال شركته مشاريع العبار استحوذ على حصص في متاجر الأزياء الفاخرة بالتجزئة YOOX Net-A-Porter. بالإضافة إلى ذلك، فهو مؤسس ورئيس مجلس إدارة شركة موارد أفريقيا والشرق الأوسط (AMER) ويشغل منصب رئيس مجلس إدارة شركة Tradewinds Corporation، وهي شركة ماليزية تركز على الترفيه والضيافة. كما يشغل منصب رئيس مجلس إدارة Zand، وهو أول بنك رقمي في دبي يهدف إلى تلبية احتياجات العملاء من الأفراد والشركات.
يرأس العبار شركة إيجل هيلز، وهي شركة تطوير عقاري مقرها الإمارات العربية المتحدة. عمل في مجلس إدارة شركة إعمار مولز حتى عام 2021 عندما اندمجت الشركة مع شركة إعمار العقارية. كما أن العبار هو عضو في مجلس إدارة مجموعة نور الاستثمارية، إحدى الشركات التابعة لمجموعة دبي. وهو عضو في مجلس أمناء الجامعة الأمريكية في الشارقة ومعهد قسم الصناعات السمكية في المملكة العربية السعودية.

## الجدل
كشفت وسائل إعلام إسرائيلية عن قيام محمد العبار بتقديم تبرعات «سخية» لأحد مشاريع الاحتلال في الأراضي الفلسطينية، عبر تقديم مساعدات إلى آلاف الأسر الإسرائيلية التي تعاني من الجوع والعوز. وأوضح موقع كلكالست (calcalist) الاقتصادي أن مؤتمر المبادرة الوطنية للأمن الغذائي في تل أبيب كشف لأول مرة عن المانحين الخمسة الذين موّلوا مساعدات لآلاف العائلات الجائعة، بقيمة 550 مليون شيكل (أكثر من 170 مليون دولار). وأضاف الموقع أن المساعدات قُدمت للمشروع على مدى 18 سنة الماضية، مشيرا إلى أن المساعدات كانت تقدم سرا إلى الأسر الإسرائيلية.
وكان العبار أثار جدلا في كلمة له خلال المؤتمر الاقتصادي الإماراتي الإسرائيلي، الذي عُقد على هامش مؤتمر «جيتكس»، حين قال إنه يبحث عن علاقات عائلية قبل العلاقات الاقتصادية مع إسرائيل.
وأضاف العبار -في المؤتمر- أن «الأعمال التجارية مع إسرائيل ستأتي حتمًا، لكن أنا أتحدث عن زيارتكم لوالدتي وزيارتي لوالدتك الإسرائيلية، وأن يتواصل أبناؤنا مع بعض».

## وصلات خارجية
- موقع العبار الرسمي نسخة محفوظة 20 أغسطس 2008 على موقع واي باك مشين.
- دائرة التنمية الاقتصادية
- موقع إعمار نسخة محفوظة 4 أكتوبر 2007 على موقع واي باك مشين.
- جمعية دبي للجولف